# Палкино (Сарыевский сельсовет)
Палкино — упразднённая деревня в Вязниковском районе Владимирской области России.

## География
Урочище находится в северо-восточной части области, в зоне хвойно-широколиственных лесов, в пределах Волжско-Окского междуречья, к западу от автодороги 17К-5, на расстоянии 25 километров (по прямой) к западу от города Вязники, административного центра района. Абсолютная высота — 122 метра над уровнем моря.

### Климат
Климат характеризуется как умеренно континентальный. Средняя температура воздуха самого холодного месяца (января) — −11,1 °C (абсолютный минимум — −48 °С), средняя максимальная температура воздуха (июля) — +23,3 °С (абсолютный максимум — +37 °С). Годовое количество атмосферных осадков составляет около 607 мм, из которых 413 мм выпадает в период с апреля по октябрь.

## История
В «Списке населенных мест Владимирской губернии по сведениям 1859 года» населённый пункт упомянут как владельческая деревня Вязниковского уезда, расположенная в 27 верстах от уездного города. В деревне насчитывалось 12 дворов и проживало 90 человека (44 мужчины и 46 женщин).
По состоянию на 1905 год, в Палкине имелось 20 дворов и проживало 133 человека. В административном отношении деревня входила в состав Сарыевской волости.
По данным 1926 года в деревне имелось 26 хозяйств (в том числе 21 крестьянское) и проживало 135 человек (63 мужчины и 72 женщины). Являлась частью Сарыевского сельсовета.
На момент упразднения входила в состав Сарыевского сельсовета Вязниковского района. Упразднена решением облисполкома № 1966 от 14 февраля 1966 года как фактически не существующая.